# Martina Willing
Martina Monika Willing (Pasewalk, 3 ottobre 1959) è un'atleta paralimpica, fondista e biatleta tedesca, che ha gareggiato nella categoria B1 fino al 1994, in seguito in categoria F56.

## Biografia
Ha avuto problemi alla vista sin dalla nascita ed è divenuta completamente cieca a 21 anni. Si è orientata così allo sport paralimpico, praticando il lancio del disco, il giavellotto, il getto del peso, e lo sci nordico. Ha gareggiato ai Giochi paralimpici estivi di Barcellona nel 1992 e ai Giochi paralimpici invernali di Lillehammer nel 1994. Durante questo evento ha avuto un grave incidente, cui è seguito un intervento che si è concluso con la lesione del midollo spinale e l'atleta è divenuta anche paraplegica.
Nella nuova condizione ha continuato a praticare i lanci, entrando nella categoria F55/56, conquistando molte medaglie olimpiche, mondiali ed europee. Per i suoi alti meriti sportivi ha ricevuto nel 2000 il Whang Youn Dai Achievement Award e nel 2001 il Goldenes Band der Sportpresse.
Martina Willing ha dovuto spesso gareggiare in gare che comprendevano classi di disabilità affini, ma con diverso livello di svantaggio. Tali svantaggi sono compensati da punteggi considerati correttivi. Nella finale del getto del peso nelle Paralimpiadi di Pechino 2008, ha ottenuto la medaglia d'argento, nonostante la misura del suo lancio fosse al primo posto. Ma la carriera dell'atleta è proseguita senza scosse e con molte vittorie. Di professione è stata bioenergetica. Dal 2012 è seguita da Petra Ritter.

## Palmarès

### Atletica leggera paralimpica
| Anno | Manifestazione       | Sede           | Evento                                 | Risultato | Prestazione | Note            |
| ---- | -------------------- | -------------- | -------------------------------------- | --------- | ----------- | --------------- |
| 1992 | Giochi paralimpici   | Barcellona     | Getto del peso B1                      | Bronzo    | 9,53 m      |                 |
| 1992 | Giochi paralimpici   | Barcellona     | Lancio del disco B1                    | Argento   | 30,58 m     |                 |
| 1992 | Giochi paralimpici   | Barcellona     | Lancio del giavellotto B1-3            | Oro       | 38,62 m     |                 |
| 1996 | Giochi paralimpici   | Atlanta        | Getto del peso F53-54                  | Bronzo    | 6,51 m      |                 |
| 1996 | Giochi paralimpici   | Atlanta        | Lancio del disco F53-54                | Bronzo    | 20,92 m     |                 |
| 1996 | Giochi paralimpici   | Atlanta        | Lancio del giavellotto F53-54          | Oro       | 22,10 m     |                 |
| 1998 | Mondiali paralimpici | Birmingham     | Getto del peso F55                     | Argento   | 7,78 m      |                 |
| 1998 | Mondiali paralimpici | Birmingham     | Lancio del disco F55                   | Argento   | 20,72 m     |                 |
| 1998 | Mondiali paralimpici | Birmingham     | Lancio del giavellotto F55             | Oro       | 23,98 m     |                 |
| 2000 | Giochi paralimpici   | Sydney         | Getto del peso F57                     | Argento   | 7,52 m      |                 |
| 2000 | Giochi paralimpici   | Sydney         | Lancio del disco F58                   | 11ª       | 20,85 m     |                 |
| 2000 | Giochi paralimpici   | Sydney         | Lancio del giavellotto F58             | 4ª        | 22,98 m     |                 |
| 2002 | Mondiali paralimpici | Lilla          | Getto del peso F56-57                  | Argento   | 7,43 m      |                 |
| 2002 | Mondiali paralimpici | Lilla          | Lancio del disco F54-56                | Bronzo    | 22,47 m     |                 |
| 2002 | Mondiali paralimpici | Lilla          | Lancio del giavellotto F54-56          | Argento   | 23,32 m     |                 |
| 2003 | Europei paralimpici  | Assen          | Getto del peso F56-F57                 | Oro       | 8,01 m      | Record mondiale |
| 2003 | Europei paralimpici  | Assen          | Lancio del disco F55-F58               | Oro       | 23,38 m     | Record mondiale |
| 2003 | Europei paralimpici  | Assen          | Lancio del giavellotto F52F57          | Argento   | 22,79 m     |                 |
| 2004 | Giochi paralimpici   | Atene          | Getto del peso F56-58                  | Bronzo    | 7,94 m      |                 |
| 2004 | Giochi paralimpici   | Atene          | Lancio del disco F56-58                | 4ª        | 22,39 m     |                 |
| 2004 | Giochi paralimpici   | Atene          | Lancio del giavellotto F56-58          | 6ª        | 21,88 m     |                 |
| 2005 | Europei paralimpici  | Espoo          | Lancio del giavellotto F32/F34-F51/F58 | Argento   | 21,04 m     |                 |
| 2006 | Mondiali paralimpici | Assen          | Getto del peso F55-57                  | Bronzo    | 8,02 m      |                 |
| 2006 | Mondiali paralimpici | Assen          | Lancio del disco F54-56                | Argento   | 23,56 m     |                 |
| 2006 | Mondiali paralimpici | Assen          | Lancio del giavellotto F54-56          | Oro       | 22,28 m     |                 |
| 2008 | Giochi paralimpici   | Pechino        | Getto del peso F54-56                  | Argento   | 8,61 m      |                 |
| 2008 | Giochi paralimpici   | Pechino        | Lancio del disco F54-56                | 6ª        | 23,36 m     |                 |
| 2008 | Giochi paralimpici   | Pechino        | Lancio del giavellotto F54-56          | Oro       | 23,99 m     |                 |
| 2011 | Mondiali paralimpici | Christchurch   | Lancio del giavellotto F54-56          | Argento   | 22,65 m     |                 |
| 2012 | Europei paralimpici  | Stadskanaal    | Lancio del giavellotto F54-F56         | Oro       | 23,21 m     |                 |
| 2012 | Giochi paralimpici   | Londra         | Getto del peso F54-56                  | 4ª        | 8,86 m      |                 |
| 2012 | Giochi paralimpici   | Londra         | Lancio del giavellotto F54/55/56       | Bronzo    | 23,12 m     |                 |
| 2013 | Mondiali paralimpici | Lione          | Getto del peso F55-57                  | Oro       | 9,03 m      |                 |
| 2013 | Mondiali paralimpici | Lione          | Lancio del disco F54-56                | Argento   | 24,23 m     |                 |
| 2014 | Europei paralimpici  | Swansea        | Getto del peso F 57                    | Bronzo    | 7,46 m      |                 |
| 2014 | Europei paralimpici  | Swansea        | Lancio del giavellotto F56             | Oro       | 20,71 m     |                 |
| 2015 | Mondiali paralimpici | Doha           | Lancio del giavellotto F56             | Oro       | 22,44 m     |                 |
| 2016 | Europei paralimpici  | Grosseto       | Getto del peso F57                     | Argento   | 7,89 m      |                 |
| 2016 | Europei paralimpici  | Grosseto       | Lancio del disco F57                   | Bronzo    | 20,94 m     |                 |
| 2016 | Europei paralimpici  | Grosseto       | Lancio del giavellotto F56             | Oro       | 22,05 m     |                 |
| 2016 | Giochi paralimpici   | Rio de Janeiro | Lancio del giavellotto F56             | Argento   | 22,22 m     |                 |
| 2017 | Mondiali paralimpici | Londra         | Lancio del giavellotto F56             | Bronzo    | 20,57 m     |                 |
| 2018 | Europei paralimpici  | Berlino        | Getto del peso F57                     | Argento   | 7,60 m      |                 |
| 2018 | Europei paralimpici  | Berlino        | Lancio del disco F57                   | Argento   | 20,53 m     |                 |
| 2018 | Europei paralimpici  | Berlino        | Lancio del giavellotto F56             | Argento   | 21,34 m     |                 |
| 2021 | Europei paralimpici  | Bydgoszcz      | Lancio del giavellotto F56             | Oro       | 20,00 m     |                 |

### Sport invernali
- VI Giochi paralimpici invernali - 1994 -  Lillehammer
  -  Bronzo nel biathlon B1;
  -  Argento nello sci di fondo, cross-country, staffetta open 3×2,5 km, 26'51"8;

## Onorificenze
Il 1º novembre 2016 ha ricevuto il Lauro d'argento, massima onorificenza sportiva conferita in Germania.